# Blaesoxipha dampfi
Blaesoxipha dampfi är en tvåvingeart som först beskrevs av Hall 1937.  Blaesoxipha dampfi ingår i släktet Blaesoxipha och familjen köttflugor. Inga underarter finns listade i Catalogue of Life.